# Fami通文庫
Fami通文庫（日語：ファミ通文庫），現是日本出版社KADOKAWA旗下enterbrain出版的輕小說文庫。1998年由Aspect出版社創立，2000年ASCII集團重整後轉到enterbrain旗下。
前身為Aspect發行的Logout冒險文庫（1993年－1996年）、Logout文庫（1997年－1998年）和Fami通遊戲文庫（1996年－1998年）。

## 簡介
Logout冒險文庫以出版Falcom、HUMMINGBIRD SOFT公司作品的小說化、以及紙上RPG遊戲的遊戲歷程為主，Logout文庫則出版原創的作品。Fami通遊戲文庫除了繼承一部分作品外，和前兩者沒有直接關聯。此外，Fami通遊戲文庫在出版大型電玩、家用遊戲的小說作品外，也出版題材廣泛的原創作品，因而改名為「Fami通文庫」。
現在有重新出版紙上RPG的遊戲歷程。在2006年，也出版了規則書籍。
書背的「FB」字樣、紅色代表原創作品，綠色代表是小說化作品與紙上遊戲相關書籍。2005年7月後出版作品的書背設計有部分更動（青色色調沒有改變）。
有新人獎「Entame大獎小說部門」。
新書表原本和enterbrain其他的漫畫、攻略本等合在一起，在2006年10月改為獨立的「Famitsu Bunko News」（FBN）。

## 作品一覽

### 台灣角川
- 卡莉（高殿円／羽住都）
- 學校的階梯（櫂末高彰／）
- 吉永家的石像怪（田口仙年堂／日向悠二）
- 超妹大戰（古橋秀之／内藤隆）
- 東宮家的石像怪（田口仙年堂／日向悠二）
- 喪女會的不當日常（／）
- 黑鋼的魔紋修復士（嬉野秋彥/）
- 賢者之孫（吉岡剛/）

### 尖端出版
- 狂亂家族日記（日日日／x6suke）
- 魔法學園MA（榊一郎／BLADE）
- 月兔公主（野村美月／）
- 文學少女（野村美月／竹岡美穗）
- 魔界戰記迪斯凱亞（神代創／超肉）
- 狂戀聲優寶貝（木本雅彥／）
- 笨蛋，測驗，召喚獸（井上堅二／）
- 第108年的初戀（末永外徒／）
- 魔壺妖精（鯛津裕太／）
- 幽靈少女與科學少年（飛田甲／）
- PEACE@PIECES死神候補生（小林正親／）
- 七色★星露（市川環／）
- 戰孃交響曲（築地俊彥／赤賀博隆）
- 幽靈勇者（神代創／、超肉）
- Bad! Daddy親親壞老爹（野村美月／煉瓦）
- 偶像大師（／）
- 疾走！青春期的帕拉貝倫（深見真／うなじ）
- 我的愛馬很兇惡（新井輝／緋鍵龍彥）
- 深林危機（木村航／）
- 魔法米克斯（榊一郎／BLADE）
- 歡迎光臨美少女遊戲世界（田尾典丈／）
- 赤裸裸之戰（花谷敏嗣／）
- 心連‧情結（庵田定夏／白身魚）
- B.A.D.事件簿（綾里惠史／kona）
- 空色感染爆發（本田誠／庭）
- 光在地球之時……（野村美月／竹岡美穗）
- 狗與剪刀必有用（更伊俊介／）
- 我與男生與青春期妄想的她們（／）
- 割耳奈露莉（石川博品／）
- 廢柴一看就上手的「鐮足同學式」受歡迎入門（石川博品/一真）
- 龍孃七七七埋藏的寶藏（鳳乃一真／）
- 東雲侑子熱愛短篇小說（／Nardack）
- 女裝皇家教師（野村美月／karory）
- 四百二十連敗女孩（桐山成人／七桃りお）
- 這份戀情，與其未來。   (／Nardack)

### 青文出版社
- 三月，七日。（／）
- 蓓蓓與BB團（田口仙年堂／）
- 貝維克戰記（冰上慧一／森田和明、松本規之）
- Bird Heart Beat 舞姬天翔（伊東京一／Pako）
- 魔物獵人（／）
- 大家的阿葵兒！（淺沼廣太／）
- 鋼鐵白兔騎士團（舞阪洸／）
- 君吻（日暮茶坊／高山箕犀、加茂）
- PULP（／隼優紀）
- 塵骸魔京（海法紀光／）
- 暴風Girls Fight（／倉藤倖）
- 噬神戰士 打破禁忌之人（／曾我部修司）
- 百億魔女物語（竹岡葉月／）
- 我的她是戰爭妖精（嬉野秋彥／）
- 星塵中隊　離星空最近之處（foca／）
- 魔物獵人 EPISODE ~ novel.（冰上慧一／布施龍太）
- 鼻血店長就不行嗎？（新木伸／火曜）
- 翠星上的加爾岡緹亞（谷村大四郎／Production I.G）
- 大圖書館的牧羊人（田尾典丈／）
- 學校的暗殺社（深見真／）

### 東立出版社
- 惡狼難馴!?（黑川實／武藤此史）
- 斬鬼夜鳥子（桝田省治／佐嶋真實）
- 蓋棺論定！（／）
- 虎躍龍笑（嬉野秋彦／）
- 煙囟町的赤魔與絕望少年（／師走貴志）
- 白銀的卡露（／）
- 開朗的家族砲計畫！（新木伸／）
- 掀起世界危機！（佐藤了／藤真拓哉）
- 創立!?三星學生會（／大場陽炎）
- 家庭遊戲（築地俊彥／河原惠）
- U.F.O.未確認飛行（大橋英高／）
- 魔法少女的黑色狂想曲（根木健太／kino）

### 天闻角川
- 笨蛋、测验、召唤兽（井上坚二／叶贺唯）
- 心灵链环（庵田定夏／白身鱼）
- 光在地球之时……（野村美月／竹冈美穗）
- 狗与剪刀的正确用法（更伊俊介／锅岛哲弘）

### 99读书人
- 文學少女（野村美月／竹岡美穗）

## 多媒體組合

### 動畫
下面列出Fami通文庫動畫化的作品。在2005到2014年期間，毎年都會以不同形式來動畫化，但之後為不定期。

#### 電視動畫
| 作品名稱             | 播放時間      | 動畫製作公司                    | 備註 |
| -------------------- | ------------- | ------------------------------- | ---- |
| 黏黏妖美少女         | 2005年        | XEBEC M2                        |      |
| 吉永家的石像怪       | 2006年        | Trinet Entertainment 雲雀工作室 |      |
| 狂亂家族日記         | 2008年        | Nomad                           |      |
| 魔法學園MA           | 2008年        | ZEXCS                           |      |
| 笨蛋，測驗，召喚獸   | 2010年（1期） | SILVER LINK.                    |      |
| 笨蛋，測驗，召喚獸   | 2011年（2期） | SILVER LINK.                    |      |
| 心連·情結            | 2012年        | SILVER LINK.                    |      |
| 狗與剪刀必有用       | 2013年        | GONZO                           |      |
| 龍孃七七七埋藏的寶藏 | 2014年        | A-1 Pictures                    |      |
| Schwarzesmarken      | 2016年        | ixtl LIDENFILMS                 |      |
| 賢者之孫             | 2019年        | SILVER LINK.                    |      |
| 里亞德錄大地         | 2022年        | MAHO FILM                       |      |

#### 劇場版
| 作品名稱 | 播放時間 | 動畫製作公司   | 備註 |
| -------- | -------- | -------------- | ---- |
| 文學少女 | 2010年   | Production I.G |      |

### 真人化
| 作品名稱   | 公開時間 | 監督       | 配給     | 備註 |
| ---------- | -------- | ---------- | -------- | ---- |
| 學校的階梯 | 2007年   | 佐々木浩久 | 原音樂   |      |
| 赤×ピンク  | 2014年   | 坂本浩一   | KADOKAWA |      |

## 關聯條目
- enterbrain
- Entame大獎小說部門
- Light Novel Award
  - 富士見Fantasia文庫
  - 富士見Mystery文庫
  - 電擊文庫
  - 角川Sneaker文庫

## 外部連結
- Fami通文庫官方網站（页面存档备份，存于）（日語）
- 台灣角川官方網站（页面存档备份，存于）
- 台灣角川線上購物（页面存档备份，存于）
- 尖端出版SPP網站（页面存档备份，存于）